# Alain Roussel
Alain Roussel (Boulogne-sur-Mer, 23 marzo 1948) è uno scrittore e poeta francese.
Pur avendo una formazione tecnico-scientifica (laureato in ingegneria) si dedica con passione allo studio delle tradizioni religiose. durante i suoi numerosi viaggi per il mondo, ha ricevuto insegnamenti durante incontri con maestri di varie tradizioni, corsi di antropologia religiosa e arte. 
Dopo aver vissuto in diverse città quali Arles, Bordeaux, Marsiglia e Parigi, ora vive a Rennes. Ha pubblicato una trentina di libri (o opuscoli) di poesie, racconti e saggi. L'umorismo è spesso presente nel suo lavoro. Inoltre, pubblica regolarmente note di lettura su Waiting for Nadeau, sulla rivista Europe e sul suo blog Passager clandestin de la pensee.

## Formazione
Da giovane aveva letto alla rinfusa diversi autori, in genere di occultismo, esoterismo, misticismo, alchimia fra cui: Fabre d'Olivet, Swedenborg, Eliphas Lévi, Dionigi l'Areopagita, Fulcanelli, René Guénon e i grandi testi orientali relativi al Buddhismo Chán, sufismo, induismo, taoismo. Intorno ai diciassette anni, scoprì la poesia e divenne un insaziabile lettore di Arthur Rimbaud, Baudelaire, Lautréamont, Breton, Antonin Artaud, Daumal, Leiris, Michaux, Octavio Paz, Pessoa, Roberto Juarroz,  Yves Bonnefoy.
Nel 1999 è stato iniziato alla massoneria, e da allora ha deciso di trasmettere la conoscenza e l'esperienza vissuta.

## Opere
- Chemin des équinoxes, 2012
- Ainsi vais-je par le dédale des jours, 2013
- Le Labyrinthe du Singe, 2015
- Traditions religieuses et franc-maçonnerie 2016